# André Martins
André Renato Soares Martins (sinh ngày 21 Tháng Một năm 1990 tại Santa Maria da Feira,  Aveiro) là một cầu thủ bóng đá người Bồ Đào Nha  đang chơi bóng cho câu lạc bộ Sporting CP cầu thủ này chơi vị trí tiền vệ trung tâm.